# Mauro Marchetti
Mauro Marchetti (Roma, ...) è un direttore di coro italiano.

## Biografia

### Formazione
Ha fatto parte del -Coro di voci bianche dell'ARCUM-, partecipando in qualità di solista ad opere liriche presso la Piccola scala di Milano (Le Racine di Sylvano Bussotti), il Teatro comunale di Treviso (Rarità, Potente di Sylvano Bussotti), ), l'Accademia nazionale di Santa Cecilia (The Golden Vanily di Benjamin Britten), il Teatro dell'opera di Roma, la RAI e ha cantato sotto la direzione di Bernstein, Sawallisch, Sinopoli, Pretre. Diplomato in Arpa, ha tenuto concerti come solista e in formazioni cameristiche, collaborando, tra l'altro, con l'Accademia nazionale di S. Cecilia (direttore, Giuseppe Sinopoli), il Teatro dell'opera di Roma (direttori, F. Mannino e G. Gelmetti), l'istituzione sinfonica abruzzese (direttore, G. Silveri).

### Attività corale
Come direttore di coro si è formato sotto la guida dei maestri Gerhard Schmidt-Gaden, Peter Neumann, Gary Graden, Stojan Kuret. Ha seguito i corsi per direttore di coro della Fondazione Guido d'Arezzo (Graden, Fasolis, Gabbiani, White, Neumann). Ha fondato e diretto numerosi cori tra i quali: ‘Coro XXIV Liceo sperimentale., ‘Coro di voci bianche Benjamin Britten-, ‘Coro di voci bianche Città di Zagarolo-, ‘Coro Operton- ed è stato maestro del coro di voci bianche ‘Musica per Roma- e del ‘Piccolo coro del comune di Roma’.
È stato maestro del Laboratorio voci bianche dell'Accademia nazionale di S. Cecilia con il quale ha preso parte alle produzioni concertistiche della stagione. Dal 1992 dirige il ‘Coro Città di Roma-, con il quale ha vinto numerosi concorsi nazionali e internazionali, tra cui il secondo premio (primo non assegnato) al Concorso nazionale Guido d'Arezzo ad Arezzo nel 1997; il primo premio al Concorso regionale di Rieti nel 2000; il premio speciale al Concorso nazionale Guido d'Arezzo ad Arezzo nel 2000 (con un brano del Novecento); due premi speciali al Concorso internazionale Seghizzi di Gorizia nel 2002 (miglior coro italiano e premio nuova musica); il primo premio nella Rassegna a premi musica rinascimentale al Concorso internazionale Guido d'Arezzo nel 2004 e il primo premio e il premio speciale (con un brano del Novecento) al Concorso nazionale Guido d'Arezzo nel 2004; il terzo premio al Concorso internazionale di Maribor (Slovenia) nel 2004; primo premio al Concorso nazionale Guido d'Arezzo nel 2009; secondo premio (primo non assegnato) alla categoria Gruppi Vocali e secondo premio ai Cori Misti al Concorso Internazionale Guido d'Arezzo nel 2009; nel 2010 vince a Varna (Bulgaria) primo premio nelle sezioni Cori misti e Gruppi vocali, premio migliore esecuzione brano d'obbligo e premio miglior direttore, gran premio. Nel 2011 partecipa al Gran Premio Europeo di Canto Corale a Tolosa (Spagna). Nel 2015 vince il Primo premio al Concorso Internazionale di Matera. Nel 2017 vince il secondo premio Gruppi vocali e terzo premio ai Cori misti al Concorso Internazionale di Varna. Nel 2018 al Concorso Nazionale Guido d'Arezzo vince il secondo premio nella categoria Cori misti e nella categoria Cori femminili.
In collaborazione con Michele Josia ha fondato nel gennaio del 2007 il gruppo corale Vocalkor composto da cantori selezionati e provenienti dall'Italia e dalla Slovenia che hanno avuto esperienze corali in prestigiosi cori europei quali l'APZ Tone Tomsič,I Madrigalisti di Ljubljana,il Coro Città di Roma,il Coro Krog,ecc.
Nel 2009 ha ottenuto il premio come miglior direttore al 57º Concorso Internazionale di Canto Corale "Guido d'Arezzo" e nel 2010 lo stesso premio al concorso internazionale di Varna.
È membro del Consiglio direttivo e del Comitato Artistico di ANDCI.

### Tournée e incisioni
Ha effettuato tournée in Francia, Svezia, Ungheria; ha tenuto concerti con l'Orchestra Giovanile Europea- alla Sala Nervi in Vaticano e con l'Orchestra Roma Sinfonietta - a L'Aquila, all'Arena di Verona, a Parigi, Firenze, Milano, Napoli, Roma.
Ha inciso circa 25 CD e collabora stabilmente a concerti e registrazioni discografiche con Ennio Morricone (Focus con Dulce Pontes, il DVD Arena Concerto all'Arena di Verona, colonne sonore per film e sceneggiati televisivi, ecc.). Con il -Coro Città di Roma- è stato invitato a dirigere G. Carissimi alla Sagra musicale Umbra 2005.
Ha diretto "Dido and Aenes" di H. Purcell al Cantiere Internazionale d'Arte di Montepulciano. 
È autore di composizioni corali per voci bianche, voci femminili e per coro misto. È stato membro della commissione artistica e della commissione Coro-Scuola dell'ARCL (Associazione regionale cori del Lazio). È stato più volte membro di giurie di concorsi corali e di concorsi di composizione corale. È fondatore e direttore artistico del concorso di canto corale ‘Città di Zagarolo-. Dal 1985 insegna canto corale ed educazione musicale presso alcune scuole elementari di Roma e provincia. Docente di Direzione di Coro per Didattica della Musica presso il Conservatorio di Musica A. Corelli di Messina. È stato membro della Commissione Artistica della FENIARCO.